# 道の駅清流茶屋 かわはら
道の駅清流茶屋 かわはら（みちのえき せいりゅうちゃや かわはら）は、鳥取県鳥取市河原町高福にある国道53号の道の駅である。
隣接する鳥取自動車道河原PA（下り線のみ）からも利用可能。

## 施設
施設は国土交通省（駐車場・トイレ・休憩所・情報コーナー）および鳥取市（その他の施設）が所有し、株式会社ドリームかわはらが指定管理者として運営管理を行っている。
- 駐車場：100台（電気自動車用充電スタンド：1台あり）
  - 普通車：88台
  - 大型車：12台
  - 身障者用：4台
- トイレ
  - 男：大 3器・小 12器
  - 女：13器
  - 身障者用：1器
- レストラン
  - かわら亭（11:00 - 20:00）
  - 姫八菜（9:00 - 18:00）
- 売店
  - 鮎遊座（9:00 - 19:00）
  - 陶器コーナー（9:00 - 19:00）
  - SWEETS PEER（9:00 - 19:00）
- アグリショップ 夢菜館（9:00 - 18:00）
- コンビニエンスストア（ファミリーマート24時間営業）
  - コンビニATM（イーネット：山陰合同銀行管理）
- 休憩所
- 公園
- 特産品加工工場（(9:00 - 19:00）
- 公衆電話
- 情報コーナー（24時間）
- ベビーベッド
- 公衆無線LAN

## 休館日
- 年中無休

## 交通アクセス
- 国道53号 - 登録路線
- 国道373号
- 鳥取県道324号河原インター線
- 鳥取自動車道河原IC
- 鳥取自動車道河原PA（下り線のみ）

### バス停留所
バス停留所は道の駅構内に道の駅かわはらバス停、道の駅前の国道53号・国道373号沿いに福和田（ふくわだ）バス停がある。

#### 路線バス・乗合タクシー
乗り入れるバス・タクシー会社
- 日ノ丸自動車（日ノ丸バス）
- いきいき国英コミュニティバス[1][2]

2021年10月1日より路線番号（行先番号）を変更した。なお、鳥取駅行についても同一番号となる。
| のりば           | 運行事業者                   | 系統・行先                                  | 備考                           |
| ---------------- | ---------------------------- | ------------------------------------------- | ------------------------------ |
| 道の駅構内       | いきいき国英コミュニティバス | K6：国英地区公民館 / 河原駅                 | 乗合タクシー 平日のみ運行      |
| 福和田・南行方面 | 日ノ丸バス                   | 91・91H：智頭駅前 93・93H・94（快速）：用瀬 |                                |
| 福和田・北行方面 | 日ノ丸バス                   | 91・91H・93・93H・94（快速）：鳥取駅        | 「93」は平日のみ運行する便あり |

## 周辺
- 千代川
- 河原城

## 隣
E29 鳥取自動車道
(6) 用瀬IC/PA/BS - (7) 河原IC/PA/BS/道の駅清流茶屋 かわはら - (8) 鳥取南IC